# Fleur Verwey
Fleur Verwey (Arnhem, 25 juni 2000) is een Nederlands actrice. 

## Carrière
Verwey heeft een langdurige hoofdrol gehad in de jeugdserie Brugklas, waar zij de hoofdrol van Joy speelde. In 2019 hernam zij deze hoofdrol in de bioscoopfilm Brugklas: de tijd van m'n leven. Datzelfde jaar was Verwey tevens te zien in de bioscoopfilms Project Gio en 100% Coco New York.
Tevens speelde ze in Verborgen Verhalen van de EO. Verder was zij te zien in diverse reclamespotjes, onder andere van Jumbo, ING en Transavia.

## Filmografie

### Film
- 2019: Brugklas: de tijd van m'n leven, als Joy
- 2019: Project Gio, als verwend influencer meisje
- 2019: 100% Coco New York, als model
- 2022: Zuiger, als Jade

### Televisie
- 2014, 2017-2018: Brugklas, als Joy
- 2018: Verborgen Verhalen, als Marielle